# Liste der Bodendenkmale in Wethau
In der Liste der Bodendenkmale in Wethau sind alle Bodendenkmale der Gemeinde Wethau und ihrer Ortsteile aufgelistet. Grundlage ist die Veröffentlichung der Landesdenkmalliste mit Stand vom 25. Februar 2016. Die Baudenkmale sind in der Liste der Kulturdenkmale in Wethau aufgeführt.
| Denkmal-ID | Fundart             | Ortsteil | Bezeichnung         | Zeitstellung | Lage                        | Bemerkungen | Bild |
| ---------- | ------------------- | -------- | ------------------- | ------------ | --------------------------- | --- | ---- |
| 428301150  | Befestigung > Burg  | Gieckau  | Erdwerk – Burghügel | undatiert    | Ortslage (Lage)             | Möglicherweise natürliche, durch Felsen entstandene Erhöhung, könnte durch Aufschüttung noch künstlich erhöht und als kleiner Burghügel genutzt worden sein. |      |
| 428300060  | Grabmal > Grabhügel | Wethau   | zwei Hügelgräber    | undatiert    | 1 km südwestlich vom Ort () | nicht mehr auffindbar, möglicherweise überpflügt |      |